# Mathias Müller (Hockeyspieler)
Mathias Müller (* 3. April 1992 in Hamburg) ist ein deutscher Hockey-Nationalspieler. 2023 wurde er mit der Nationalmannschaft Weltmeister und 2024 Olympiazweiter.

## Werdegang
Mathias Müller spielte für Rot-Weiss Köln, 2015 und 2016 gewann er mit den Kölnern den Deutschen Freiluft-Meistertitel. 2021 spielte er für den Hamburger Polo Club.
Müller gewann mit der Nationalmannschaft im Juni 2015 das World-League-Turnier, womit sich die deutsche Mannschaft für die Olympischen Spiele 2016 qualifizierte. Im August 2015 gehörte bei der Europameisterschaft 2015 zu dem Team, das erst im Finale gegen die Niederlande unterlag. Bei den Olympischen Spielen 2016 in Rio de Janeiro war Mathias Müller zusammen mit fünf weiteren Spielern von Rot-Weiss Köln im deutschen Aufgebot vertreten.
Mit der Hockey-Olympiamannschaft errang er dabei die Bronzemedaille und wurde mit der gesamten Mannschaft mit dem Silbernen Lorbeerblatt ausgezeichnet.
Bei der Weltmeisterschaft 2023 in Bhubaneswar wirkte Müller in allen sieben Spielen mit, so auch im Finale gegen Belgien. Deutschland wurde im Shootout Weltmeister. Bei den Olympischen Spielen 2024 in Paris gewann die deutsche Mannschaft ihre Vorrundengruppe vor den Niederländern, die im direkten Vergleich mit 1:0 bezwungen wurden. Mit einem 3:2 gegen die Argentinier und einem 3:2 im Halbfinale gegen die Inder erreichten die Deutschen das Finale gegen die Niederländer. Nach der regulären Spielzeit stand es 1:1 und dann unterlagen die Deutschen im Shootout.
Insgesamt bestritt Müller bislang 172 Länderspiele. (Stand 16. August 2024)